# Sand Lake (Nowy Jork)
Sand Lake – miasto w Stanach Zjednoczonych, w stanie Nowy Jork, w hrabstwie Rensselaer.